# Formostenus rufiscens
Formostenus rufiscens là một loài tò vò trong họ Ichneumonidae.